# 小行星7061
小行星7061（英語：7061 Pieri）是一颗围绕太阳公转的小行星。1991年8月15日，埃莉諾·赫琳在帕洛马山发现了此天体。
这颗小行星的绝对星等为173.73733等。